# Генри на метр
Генри на метр — единица измерения магнитной проницаемости и магнитной постоянной в СИ. Может быть также записана как [Вб/А·м]. В веществе с  магнитной проницаемостью в 1 Генри на метр  при напряжённости внешнего магнитного поля в 1 А/м индукция равна 1 Тл.